# 전용 호스팅 서비스
전용 호스팅 서비스(dedicated hosting service), 전용 서버(dedicated server)는 클라이언트가 다른 누구와도 공유되지 않은 서버 전체를 빌리는 인터넷 호스팅의 일종이다.
이러한 서비스는 사실상 사전 행동이 강구된다. 서버 관리는 일반적으로 애드온 서비스로서 호스팅 업체가 제공한다. 일부의 경우, 전용 서버는 더 낮은 오버헤드와 더 많은 ROI를 제공한다.

## 관리
전용 호스팅 서비스는 매니지드 호스팅 서비스(managed hosting service)와는 주로 다르다. 매니지드 호스팅 서비스는 보통 더 많은 지원과 다른 서비스를 제공한다. 이처럼, 매니지드 호스팅은 기술 지식이 적은 고객을 대상으로 하는 반면, 전용 호스팅 서비스나 언매니지드 호스팅 서비스들은 웹 개발과 시스템 관리자 전문가가 사용하기 적절하다.

## 보안
전용 호스팅 서버 제공자들은 극대의 보안 척도를 이용하여 서버 네트워크에 저장된 데이터의 보안을 보장한다. 제공자들은 눈에 띄는 침입자, 스패머, 해커, 또 트로이 목마, 웜, 충돌 요소(다수의 연결을 보냄으로써)와 같은 기타 해로운 문제를 검사하기 위해 다양한 소프트웨어 프로그램들을 종종 배치시킨다. 리눅스와 윈도우는 보안 보호를 위해 다른 소프트웨어를 사용한다.

## 같이 보기
- 데이터 센터
- 가상 사설 서버